# Vasile Dragomir
Vasile-Gabriel Dragomir (ur. 3 sierpnia 1980) – rumuński bokser, były mistrz Rumunii w kategorii lekkiej, młodzieżowy mistrz świata federacji WBFed w kategorii lekkiej, interkontynentalny mistrz federacji WBN w kategorii lekkiej oraz mistrz EBF w kategorii piórkowej.

## Kariera zawodowa
Jako zawodowiec zadebiutował 15 sierpnia 1998, pokonując w debiucie Gheorghe Paraschiva. W swoim siódmym zawodowym pojedynku zdobył mistrzostwo Rumunii w kategorii lekkiej. W walce o mistrzostwo pokonał Mariana Leondraliu, nokautując go w szóstej rundzie.
3 września 2005 zmierzył się z Anglikiem Jonathanem Thaxtonem w walce o mistrzostwo świata WBF w kategorii lekkiej. Thaxton zwyciężył przez nokaut w czwartej rundzie, udanie broniąc tytułu. 18 listopada 2012 rywalem Dragomira był Ünsal Arik, a stawką pojedynku interkontynentalne mistrzostwo IBF w kategorii superśredniej. Arik odniósł zwycięstwo, wygrywając przez techniczny nokaut w szóstej rundzie. 16 lutego 2013 stoczył swój jedyny pojedynek w Polsce. Na gali w Pionkach zmierzył się z Przemysławem Opalachem, z którym przegrał przez techniczny nokaut w trzeciej rundzie.